# Solomon Israilewitsch Ginsburg

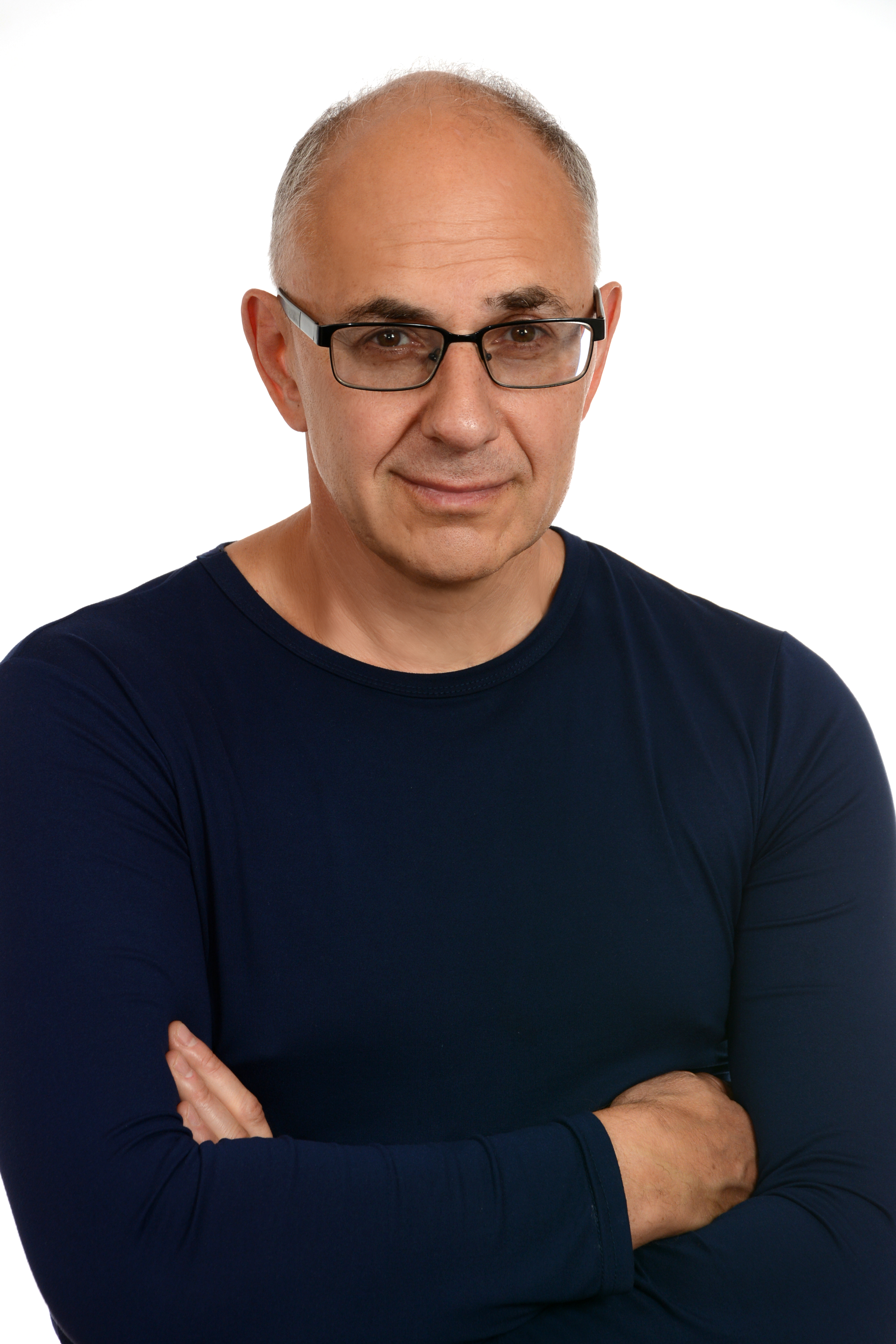
Solomon Israilewitsch Ginsburg, 2021

Solomon Israilewitsch Ginsburg (auch: Solomon Ginzburg, russisch Соломон Израилевич Гинзбург; * 25. September 1959 in Jēkabpils, Lettische Sozialistische Sowjetrepublik, Sowjetunion) ist ein russischer Politiker und Historiker. Als früherer Abgeordneter der Kaliningrader Gebietsduma und in verschiedenen staatlichen wie zivilgesellschaftlichen Positionen ist er ein Wortführer desjenigen Teils der regionalen Elite, der sich für eine stärkere Orientierung der russischen Exklave zum westlichen Europa einsetzt. Ginsburg schloss sich 2012 der Bürgerplattform von Michail Prochorow an und trat mit diesem aus der Partei im März 2015 aus. Im Wahlkampf 2018 unterstützt er den Präsidentschaftskandidaten der Wachstumspartei, Boris Titow.

## Familie, Ausbildung und Beruf
Nach der Schulbildung in seiner lettischen Geburtsstadt studierte Ginsburg an der Staatlichen Universität Kaliningrad (der heutigen Immanuel-Kant-Universität) und schloss das Studium der Geschichte 1983 ab. Nach einer Anstellung als Lehrer promovierte er 1992 an der St. Petersburger Universität mit einer Arbeit über die antike Demokratie (Der Ostrakismos als Mittel der politischen Auseinandersetzung im 5. Jh. v. Chr.).
Mit seiner Frau Jelena, einer Historikerin, hat Ginsburg eine Tochter und einen Sohn.

## Politische Laufbahn

### Regionalpolitik und Gebietsduma
Seit 1990 engagiert sich Ginsburg politisch und wurde damals Abgeordneter des (sowjetischen) Gebietsrates. Seitdem ist er in verschiedenen staatlichen und zivilgesellschaftlichen Positionen in der regionalen Öffentlichkeit sichtbar. 1991 zum Berater des regionalen Verwaltungschefs berufen, wurde er 1993 zu dessen Hauptberater befördert und leitete 1994 bis 1996 die Regionsverwaltung im Bereich Informationsanalyse. Ginsburg ist seit 1997 Direktor des Regionalismus-Zweigs des Baltic Institute of Economics and Finance und gründete 1998 die zivilgesellschaftliche Stiftung Regional Policy, der er seitdem vorsteht.
Auch wenn Ginsburg mit verschiedenen Parteien und Initiativen liberaler oder regionaler Ausrichtung assoziiert ist, zog er oft als unabhängiger Abgeordneter in das Kaliningrader Regionalparlament ein, da seine Parteien meist an der 7-Prozent-Hürde der Wahlen scheitern. 1996 hatte er im Parlament den „Demokratischen Block Bernsteinregion“ gegründet, deren Fraktion Ginsburg bis zum Ende der Legislaturperiode 2004 vorsaß. Zuletzt gewann er 2011 den Wahlkreis 1 (als einer der vier Unabhängigen, die jeweils einen der 20 Wahlkreise für sich entschieden, siehe das Wahlergebnis von 2011). Zuletzt war Ginsburg stellvertretender Vorsitzender der Ausschüsse der Gebietsduma für internationale und interregionale Beziehungen sowie für Innenpolitik und ist Mitglied des Ausschusses für Lokalpolitik. Er war der einzige jüdische Abgeordnete des Parlaments. Nach der Regionalwahl im September 2016 schied Ginsburg aus der Kaliningrader Gebietsduma aus und setzte sich erfolglos gerichtlich gegen seine Niederlage zur Wehr.

### Russlandweites Engagement
Ginsburg unterstützte den liberalen Politiker Michail Prochorow im Vorfeld der russischen Wahl zur Duma 2011 und bei der Präsidentschaftswahl 2012 und gehörte 2012 einem Komitee zur russlandweiten Neugründung einer liberalen Partei im Umkreis von Prochorow an. Am 27. Oktober 2012 wurde Ginsburg auf nationaler Ebene in den Vorstand der daraufhin neu gegründeten Partei Bürgerplattform gewählt und war dort zuständig für die Verbindungen zur Europäischen Union. Als Vorsitzender des Kaliningrader Regionalverbands der Partei schlug er im Februar 2013 einen konkreten Zeitplan vor, Kaliningrad bis 2024 in Königsberg zurückzubenennen. Im Oktober 2013 setzte er sich dafür ein, Michail Chodorkowski nach dessen absehbarer Haftentlassung in die Partei aufzunehmen. Als sich die Bürgerplattform Anfang 2015 der russisch-nationalistischen „Anti-Maidan-Bewegung“ anschloss, die sich für eine harte Linie im Russisch-Ukrainischen Krieg einsetzt, trat Michail Prokorow im März aus der Partei aus; am 20. März erklärte Ginsburg die Auflösung der Kaliningrader Regionalsektion der Bürgerplattform und ist seitdem parteilos.
Gemeinsam mit weiteren bisherigen Abgeordneten der Bürgerplattform gründete Ginsburg Mitte April 2015 im Gebietsparlament die Fraktion Der Westen Russlands, der sich laut Eigenangaben etwa 500 Anhänger in der Oblast anschlossen. Als Reaktion auf die verstärkte militärische Aktivität der russischen Regierung in der Oblast seit der Konfrontation des Landes mit der Ukraine 2014/15 erklärte er nach den Siegesfeiern zum Gedenken an das 70-jährige Ende des Zweiten Weltkriegs im Mai 2015, es handle sich nurmehr um eine „Imitation militärischer Macht“, die der Popularität im Inneren diene; einen tatsächlichen Angriff auf den Westen schloss er als Szenario aus. Jedoch sei Kaliningrad durch die aggressive Politik der russischen Regierung, die zu westlichen Sanktionen geführt hatte, zur „Geisel der geopolitischen Ambitionen unseres Landes“ geworden, insbesondere seien durch Gegensanktionen die westlichen Handelsbeziehungen regionaler Unternehmen zusammengebrochen. Als Putins Partei Einiges Russland bei einer lokalen Wahl im Kaliningrader Rajon Baltijsk Ende Mai 2015 keinen Sitz erhielt, bezeichnete Ginsburg dieses Ergebnis als „Alarmsignal“ für den weiterhin beliebten Präsidenten, da Unzufriedenheit wegen der sich verschlechternden Lebensumstände im Land in den letzten Jahren häufig von Unruhen in Kaliningrad ausgegangen war. Diese Proteste hatte Ginsburg 2009/10 mitorganisiert.
Vor der russischen Präsidentschaftswahl 2018 wurde bekannt, dass Ginsburg auf der Unterstützerliste des wirtschaftsliberalen Kandidaten Boris Titow eingetragen ist.

## Positionen
Ginsburg gilt als einer der Wortführer der politischen Opposition der Region und ist immer wieder als scharfer Kritiker Wladimir Putins hervorgetreten. Sein Hauptanliegen ist die Entwicklung der Region, der Erhalt ihres wirtschaftlichen und die Begründung eines politischen Sonderstatus. So hat Ginsburg 2010 den „Kaliningrader Traum“ beschrieben als „einen festen Wunsch des fortschrittlichen Teils der Regionselite, einen hohen Lebensstandard zu sichern auf der Grundlage kultureller und individueller Freiheit“. Er setzt sich dafür ein, dass die bisher dem Föderationskreis Nordwestrussland angehörende Region zu einem eigenständigen Föderationskreis erhoben und der Visumszwang gegenüber den umgebenden EU-Ländern aufgehoben wird. Gegenüber L’Express formulierte er 2017, Kaliningrad solle eine Art Straßburg werden – als Zeichen der Aussöhnung zwischen Ost und West.
Der Deutsch sprechende Ginsburg ist ein häufiger Gesprächspartner westlicher Journalisten, Funktionäre und Wissenschaftler, die sich mit der Gegenwart und Zukunft Kaliningrads beschäftigen.

## Auszeichnungen
Seit 2002 ist Ginsburg Ritter des Ordens des litauischen Großherzogs Gediminas, ernannt durch den litauischen Präsidenten.

## Schriften
- Остракизм как средство политической борьбы в Афинах в V в. до н.э. (= Der Ostrakismos als Mittel der politischen Auseinandersetzung im 5. Jh. v. Chr.). Sankt Petersburg 1991 (Dissertation, Universität Sankt Petersburg, 1991, online bei der Russischen Nationalbibliothek).
- Die Interessen der Kaliningrader sind die Interessen Rußlands. In: Osteuropa. Band 53, 2003, S. 387–393.
- The Kaliningrad Dream. From Imitation to Implementation. International Aspect. In: Lithuanian Foreign Policy Review. Band 24, 2010, S. 119–126 (PDF; 157 kB) (Memento vom 22. Juli 2011 im Internet Archive).